# Куженкинское сельское поселение
Куженкинское се́льское поселе́ние — упразднённое муниципальное образование в Бежецком районе Тверской области Российской Федерации, существовавшее в 2005 — 2023 годах.
Центр поселения — село Куженкино.
Куженкинское сельское поселение образовано в 2005 году, включило в себя территорию Куженкинского сельского округа.
Законом Тверской области от 26 мая 2023 года № 24-ЗО муниципальное образование было упразднено с включением всех населённых пунктов в состав Бологовского муниципального округа.

## Географические данные
- Общая площадь: 269,5 км².
- Нахождение: южная часть Бологовского района.
  - Граничит:
    - на севере — с Гузятинским СП,
    - на северо-востоке — с Бологовским городским поселением,
    - на востоке — с Вышневолоцким районом, Коломенское СП, Борисовское СП и Лужниковское СП,
    - на юге — с Фировским районом, Рождественское СП,
    - на западе — с территорией ЗАТО Озёрный и Куженкинским городским поселением,
    - на северо-западе — с Выползовским СП.

Главные реки — Шлина с притоком Шлинка.
Поселение пересекают  автомагистраль «Москва — Санкт-Петербург» М10 (E 105) и Октябрьская железная дорога (линия Бологое—Соблаго—Великие Луки).

## Население
| 2010  | 2011  | 2012  | 2013  | 2014  | 2015  | 2016  |
| ----- | ----- | ----- | ----- | ----- | ----- | ----- |
| 1835  | ↘1819 | ↘1752 | ↘1747 | ↘1662 | ↘1614 | ↘1566 |
| 2017  | 2018  | 2019  | 2020  | 2021  |       |       |
| ↗1601 | ↗1619 | ↗1683 | ↘1638 | ↘1261 |       |       |

На 01.01.2008 — 961 человек, по переписи 2010 года — 1835 человек (с населением посёлка Хотилово-2).

## Населенные пункты
На территории поселения находятся 9 населённых пунктов:
| № | Населённый пункт    | Тип населённого пункта | Население |
| - | ------------------- | ---------------------- | --------- |
| 1 | Куженкино           | село                   | ↘340      |
| 2 | Лесной Кордон       | населённый пункт       | 0         |
| 3 | Лесной Кордон 14 км | населённый пункт       | 0         |
| 4 | Лопатино            | деревня                | 0         |
| 5 | Макарово            | деревня                | 37        |
| 6 | Пахотино            | деревня                | 0         |
| 7 | Поддубье            | деревня                | 1         |
| 8 | Хотилово            | село                   | 1433      |
| 9 | Ям-Григино          | деревня                | 24        |

### Бывшие населенные пункты
На территории поселения исчезли деревни Арефино, Затворец, Лежнево, Синево и другие.

## Известные люди
В селе Куженкино родился Герой Советского Союза Иван Никитович Данилин.